# 인천개항박물관
인천개항박물관은 인천광역시 중구 신포로 23번길 89에 위치한 박물관으로, 개항기 인천의 모습을 공공에 알리기 위한 목적으로 건립되었다. 인천개항박물관의 건물 자체는 구 인천 일본 제1은행 지점으로 사용되었었다. 2010년 10월 2일 인천개항장 문화지구 지정과 발맞추어 개장되었다. 박물관은 매주 월요일이 휴관이며, 관람신청을 예약할 수도 있다. 인천항 갑문, 광제호의 태극기부터 경인선, 전환국 등 인천에 설치된 여러 기관들에 대한 설명도 같이 하고 있다.

## 주요 유물
- 광제호의 태극기
- 해관 관련 기록물
- 전환국 관련 유물